# EMD F9
Die EMD F9 war eine US-amerikanische, ab 1953 von Electro-Motive Division im Werk La Grange (Illinois) und von General Motors Diesel in London (Ontario) gebaute dieselelektrische Lokomotive, von der A-Einheiten mit Führerstand und führerstandslose B-Einheiten entstanden.

## EMD F9A

### Entwicklung
Die zwischen 1953 und 1960 von EMD und GMD in 101 Exemplaren gebaute F9A war zusammen mit den darauf basierenden Varianten EMD FP9 und EMD FL9 der letzte Lokomotivtyp der F-Serie mit der markanten abgerundeten Kopfform, sehr weit oben angeordneten Frontfenstern und verkleideten Seitenumläufen. Diese Baumerkmale behinderten stark die Sicht vom Führerstand, weshalb viele Bahngesellschaften lieber die gleichzeitig von EMD entwickelten GP9 bestellten und damit die Weiterentwicklung der F-Serie beendeten.
Bis heute sind einige Lokomotiven der Klasse F9 erhalten. Dazu gehören die Rio Grande #5753 und #5771, die Erie Mining #4211, die Nacionales de México #7009 und #7020 sowie die Northern Pacific #7003-D, #7010-D und #7012-A.

### Konstruktion

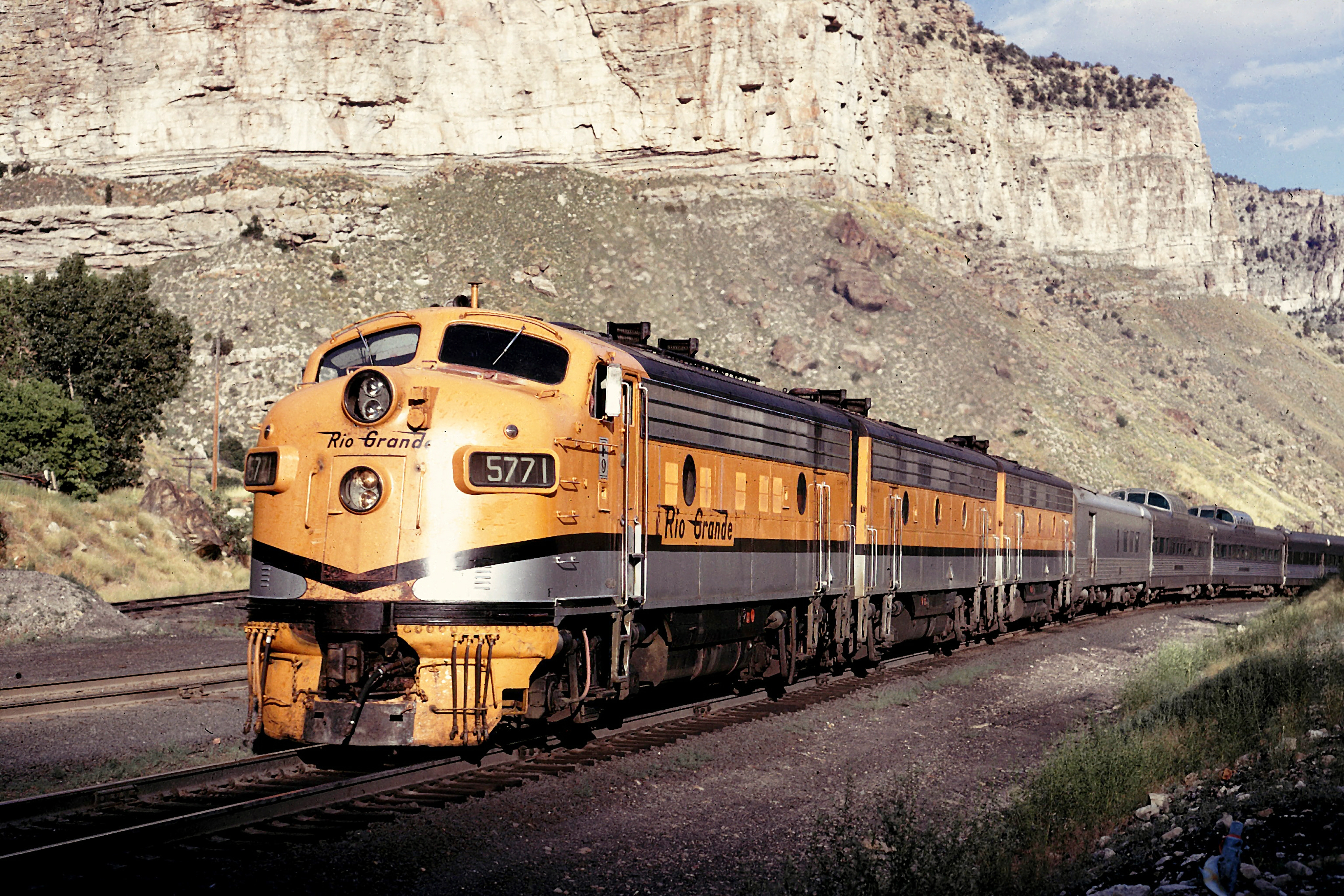
EMD F9A und F9B der Rio Grande in Mehrfachtraktion vor Reisezug

Mit einer Leistung von 1.300 kW des 16-Zylinder-Dieselmotors von General Motors gehörten die F9 zu den leistungsstärksten Lokomotiven der F-Serie von EMD.
Sie wurden vorwiegend in Mehrfachtraktion vor schweren Güterzügen eingesetzt, wofür alle Loks eine Mehrfachtraktionssteuerung erhielten.
Auch die elektrodynamische Widerstandsbremse gehörte zur Grundausstattung, um auf Bergstrecken die Klotzbremse zu schonen.
Damit die F9 im Winter Personenzüge beheizen konnten, verfügten zudem einige Loks über einen Dampfheizkessel.
Die Diesellokomotiven hatten einen geschweißten Stahlrahmen mit einer Länge von rund 14 Metern, der auf zwei zweiachsigen Drehgestellen der Bauart Blomberg-B mit Drehzapfen auflag. Die Drehgestelle besaßen Schraubenfedern als Primär- und Blattfedern als Sekundärfederung.
Die Aufbauten auf dem Rahmen bestanden aus einem kurzen, abgerundeten Vorbau, einem Führerhaus und einem langen Maschinenraum, der die volle Rahmenbreite einnahm und an der Rückseite der Lokomotive mit einer flachen, senkrechten Rückwand abschloss. Die seitlichen Umläufe neben den Antriebs- und Hilfsaggregaten befanden sich damit im Inneren des Maschinenraumes. Die F9 hatte, so wie andere Baureihen der F-Serie, eine glatte Außenwand und beidseits zwei Bullaugen im Bereich des Maschinenraums. Das einzige äußere Unterscheidungsmerkmal im Vergleich zur EMD F7 war ein zusätzliches Lüftungsgitter zwischen dem vorderen Maschinenraumfenster und der Führerstandstür. Im Maschinenraum befand sich die Kühlanlage mit drei Kühlerlüftern auf dem Dach, der Gleichstromgenerator und der V-16-Zylinder-Dieselmotor. An der Unterseite des Rahmens zwischen den Drehgestellen waren der Dieseltank und die Hauptluftbehälter der Druckluftbremsanlage angebracht. Die Heizwiderstände der elektrodynamischen Bremse befanden sich im Inneren des Maschinenraums und wurden durch einen eigenen Lüfter gekühlt.

## EMD F9B

### Entwicklung
Neben den A-Einheiten mit Führerstand wurden von 1954 bis 1957 auch führerstandslose B-Einheiten gebaut. Von diesen entstanden mit insgesamt 156 Lokomotiven deutlich mehr als von den A-Einheiten.
Der Grund für den Bau führerstandsloser Lokomotiven war der etwas geringere Produktions- und Wartungsaufwand.

### Konstruktion
Die führerstandslosen Lokomotiven dienten zur Unterstützung der Lokomotiven mit Führerstand und wurden von diesen über die Mehrfachtraktionssteuerung gesteuert. Dafür musste immer an der Spitze des Zuges eine A-Einheit zur Steuerung der anderen Lokomotiven fahren.
Abgesehen vom fehlenden Führerhaus und damit einem etwas kürzeren Rahmen sowie einem zusätzlichen Maschinenraumfenster auf beiden Längsseiten war der Aufbau der B-Einheiten mit dem der A-Einheiten identisch. Die Fahrzeuge besaßen dementsprechend auch den 16-Zylinder-Dieselmotor des Typs 16-567C, den Gleichstromgenerator D12B und die D37-Fahrmotoren von GM sowie elektrodynamische Widerstandsbremsen. Lediglich der optionale Einbau einer Dampfheizanlage für den Personenzugdienst entfiel.

## Literatur

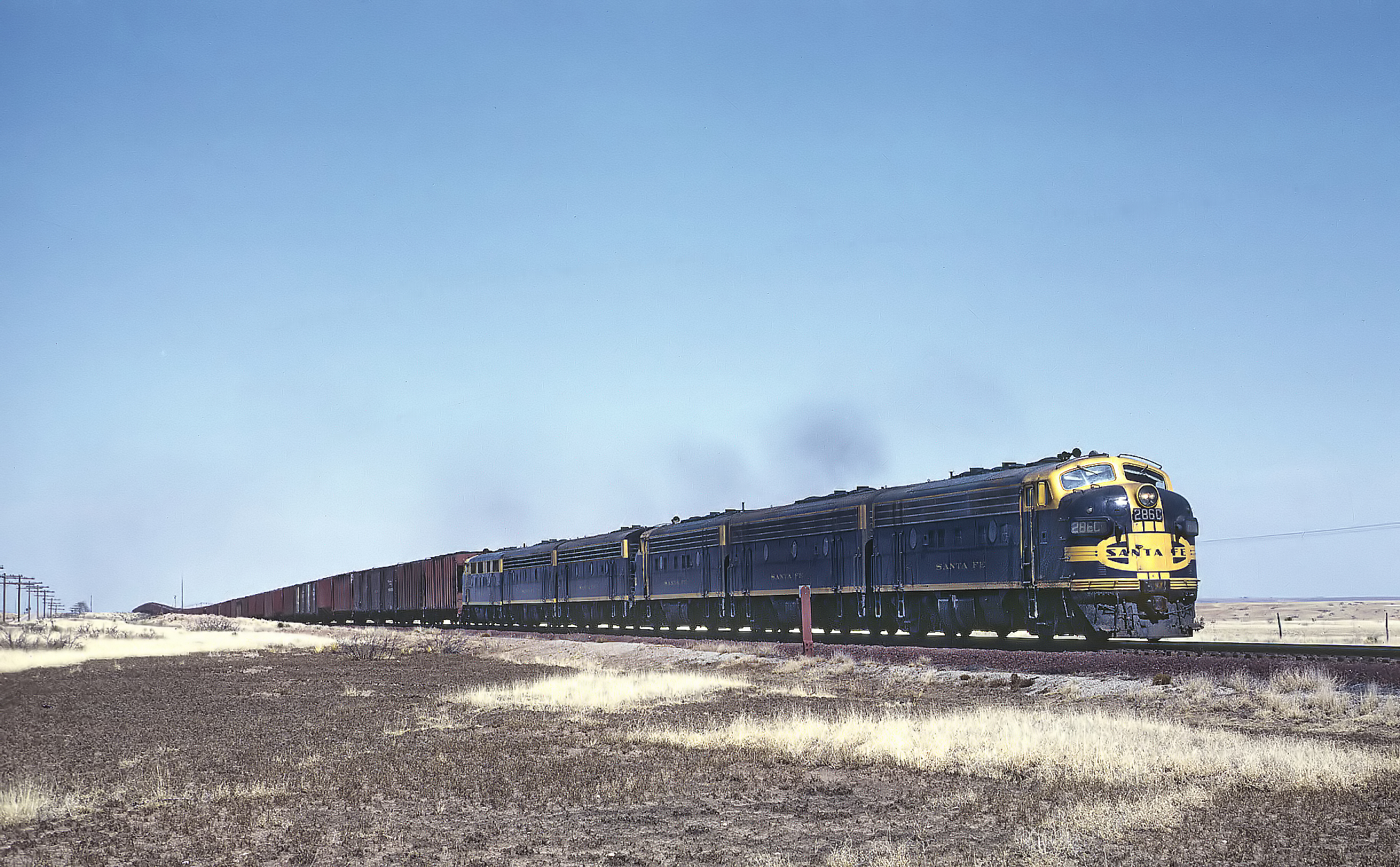
Sechs EMD F9 von ATSF im März 1967 in New Mexico vor schwerem Güterzug